# Can't Catch Tomorrow (Good Shoes Won't Save You This Time)
Singles de Lostprophets
A Town Called Hypocrisy
(2006) 4:AM Forever
(2007)
Can't Catch Tomorrow (Good Shoes Won't Save You This Time) est une chanson du groupe gallois de rock alternatif Lostprophets. Troisième single extrait de leur troisième album Liberation Transmission, la chanson a atteint la 35e place au UK singles chart, ce qui est la plus basse position pour un single de Liberation Transmission.

## Clip vidéo
Le clip montre un film portant le nom de la chanson et où les membres du groupe jouent un rôle. On voit aussi le groupe jouer dans un garage.